# Carl Ankarcrona
Carl Wilhelm Emanuel Ankarcrona, född 14 december 1847 på Runsa slott i Eds socken, Stockholms län, död 8 mars 1927 i Stockholm, var en svensk militär.

## Biografi
Carl Ankarcrona var son till kammarherre Theodor Wilhelm Ankarcrona och friherrinnan Charlotte De Geer. Han blev kadett vid krigsskolan på Karlberg och utexaminerades därifrån 1870. Samma år blev han underlöjtnant vid Upplands regemente. Ankarcrona genomgick 1871–1874 en kurs vid Gymnastiska centralinstitutet och blev 1875 tillförordnad och 1876 ordinarie gymnastiklärare vid Nyköpings högre allmänna läroverk. Samma år blev han löjtnant vid Upplands regemente, 1881 blev han gymnastiklärare vid Högre latinläroverket å Södermalm och arbetade 1885–1888 som extra lärare vid Gymnastiska centralinstitutet. Ankarcrona befordrades 1887 till kapten, blev lärare vid Gymnastiska centralinstitutet 1889, kompanichef och lärare vid infanteriets volontärskola på Karlsborg 1890 och var kompanichef vid krigsskolan 1895–1897. Ankarcrona blev major i armén 1895, adjutant hos Oskar II samma år, major vid Svea livgarde 1897 samt överstelöjtnant och förste major vid Jämtlands fältjägarregemente 1898. Han var tillförordnad chef för Norrbottens regemente under några månader 1900 och chef för infanterivolontärskolan på Karlsborg 1901–1902. Åren 1902–1909 var Ankarcrona överste och chef för Hallands regemente, och samtidigt överadjutant hos Oskar II. Efter avsked 1909 blev han överste i I. arméfördelningens reserv samt senare samma år kommendant för Stockholms garnison. År 1911 transporterades han till överste i IV. arméfördelningens reserv. Han erhöll avsked från kommendantbefattningen 1915. Ankarcrona var även ledamot av styrelsena för Försäkringsaktiebolaget Svecia och Olycksförsäkringsanstalten Gothia. Han blev 1888 riddare av Röda örns ordens fjärde klass, riddare av Svärdsorden 1891, riddare av Siamesiska kronordens tredje klass 1897, tilldelades samma år Oskar II:s jubileumsminnestecken, blev kommendör av andra graden av Dannebrogorden 1899, kommendör av andra klassen av Svärdsorden 1904, tilldelades Oskar II:s och drottning Sofias guldbröllopsminnestecken 1907, blev kommendör av första klassen av Svärdsorden samma år, riddare av andra klassen av Sankt Stanislausorden 1913, samma år storofficer av Italienska kronorden samt riddare av Carl XIII:s orden 1914.